# Caiaponte
Caiaponte é uma editora de livros catarinense situado em Florianópolis, fundado em (18 de maio de 2018), por Marcelo Labes, Telma Scherer e Gustavo Matte.

## História
Fundado em 2018, a editora surgiu com a proposta de publicar obras de escritores catarinenses e de outros estados brasileiro, tendo como nicho literaturas dos gêneros de romance, poesia, contos e novelas.
Publicou obras de diversos escritores nacionais, dentre os quais recebeu o Prêmio São Paulo de Literatura na categoria romance em 2020 com o livro Paraízo-Paraguay do escritor Marcelo Labes. Com a mesma obra publicada a editora Caiaponte alcançou em 2019 o 2º Lugar do Prêmio Machado de Assis da Biblioteca Nacional.
Com a publicação do livro Enclave a editora foi finalista do Prêmio Jabuti na categoria poesia em 2019.

### Etimologia
O nome Caiaponte surgiu, tendo ligação com a Ponte Hercílio Luz de Florianópolis, quando Marcelo Labes estava sentado embaixo dela com um amigo.

## Autores
- Telma Scherer
- Marcelo Labes
- Heyk Pimenta
- Gustavo Matte
- Giulia Ciprandi
- Fernando Boppré
- Eduardo Sens
- Abrasabarca
- Caio Augusto Leite
- Beatriz Kestering Tramontin